# Maroko na Letnich Igrzyskach Olimpijskich 1988
Maroko na Letnich Igrzyskach Olimpijskich 1988, które odbyły się w Seulu, reprezentowało 27 zawodników. Marokańscy sportowcy zdobyli trzy medale, jeden złoty i dwa brązowe, zajmując 28 miejsce w klasyfikacji medalowej. Był to siódmy start reprezentacji Maroka na letnich igrzyskach olimpijskich.

## Zdobyte medale

### Złote
- Ibrahim Butajjib – lekkoatletyka, bieg na 10 000 m

### Brązowe
- Saïd Aouita – lekkoatletyka, bieg na 800 m
- Abdelhak Aszik – boks, waga piórkowa

## Skład kadry

### Boks
Mężczyźni
- Mahjoub M’jirih – waga papierowa – miejsce 5-8
- Aissa Moukrim – waga musza – miejsce 17-32
- Muhammad Aszik – waga kogucia – miejsce 33-48
- Abdelhak Aszik – waga piórkowa – 3. miejsce
- Kamal Marjouane – waga lekka – miejsce 5-8
- Khalid Rahilou – waga lekkopółśrednia – miejsce 17-32
- Abdellah Taouane – waga półśrednia – miejsce 17-32

### Judo
Mężczyźni
- Driss El-Mamoun – waga półlekka – miejsce 14-19
- Abdelhak Maach – waga lekka – miejsce 19-32
- Ahmed Barbach – waga półciężka – miejsce 12-17
- Abderrahim Lahcinia – waga ciężka – miejsce 19-26

### Lekkoatletyka
Mężczyźni
- Saïd Aouita
  - bieg na 800 m  – 3. miejsce
  - bieg na 1500 m  – odpadł w półfinale (nie wystartował w biegu półfinałowym)
- Faouzi Lahbi – bieg na 800 m  – odpadł w ćwierćfinale
- Moustafa Lachaal – bieg na 1500 m – odpadł w półfinale
- Abdel Majid Moncef – bieg na 1500 m – odpadł w półfinale (nie ukończył biegu)
- Ibrahim Butajjib – bieg na 10 000 m – 1. miejsce
- Abdelaziz Sahere – bieg na 3000 m z przeszkodami – odpadł w eliminacjach (dyskwalifikacja)
- Noureddine Sobhi – maraton – 30. miejsce
- El Mostafa Nechchadi – maraton – nie ukończył

Kobiety
- Méryem Oumezdi – bieg na 100 m – odpadła w eliminacjach
- Fatima Aouam
  - bieg na 1500 m – 10. miejsce
  - bieg na 3000 m – nie ukończyła biegu
- El-Hassania Darami – bieg na 10 000 m – 28. miejsce

### Zapasy
Mężczyźni
- Abd ar-Rahman Nana – styl klasyczny, kategoria do 52 kg – miejsce 9-21
- Kasim Bu Allusz – styl klasyczny, kategoria do 57 kg – miejsce 9-21
- Ibrahim Luksajri – styl klasyczny, kategoria do 62 kg – miejsce 9-17
- Sa’id as-Sawakin – styl klasyczny, kategoria do 68 kg – miejsce 9-31
- Abd al-Aziz at-Tahir – styl klasyczny, kategoria do 74 kg – miejsce 9-19